# Liste der Baudenkmäler im Wuppertaler Wohnquartier Buchenhofen
Die Liste der Baudenkmäler im Wuppertaler Wohnquartier Buchenhofen enthält die denkmalgeschützten Bauwerke auf dem Gebiet von Wuppertal-Buchenhofen in Nordrhein-Westfalen (Stand: November 2011). Diese Baudenkmäler sind in der Denkmalliste der Stadt Wuppertal eingetragen; Grundlage für die Aufnahme ist das Denkmalschutzgesetz Nordrhein-Westfalen (DSchG NRW).

## Auszug aus der Denkmalliste

### Eingetragene Baudenkmäler
| Bild           | Bezeichnung              | Lage                                   | Beschreibung                                                                         | Bauzeit         | Eingetragen seit  | Denkmal- nummer |
| -------------- | ------------------------ | -------------------------------------- | ------------------------------------------------------------------------------------ | --------------- | ----------------- | --------------- |
| weitere Bilder | Wohnhaus                 | Buchenhofen In der Rutenbeck 2 Karte   | Wohnhaus, Teil der Hofschaft In der Rutenbeck                                        | um 1700         | 18. Dezember 1987 | 1247            |
| weitere Bilder | Wohnhaus                 | Buchenhofen In der Rutenbeck 3 Karte   | Wohnhaus, Teil der Hofschaft In der Rutenbeck                                        | um 1700         | 18. Dezember 1987 | 1248            |
| weitere Bilder | Wohnhaus-Sockelmauerwerk | Buchenhofen In der Rutenbeck 6 Karte   | Wohnhaus, Teil der Hofschaft In der Rutenbeck, eine D-Nummer mit In der Rutenbeck 6a | 18. Jahrhundert | 27. Februar 1985  | 332             |
| weitere Bilder | Wohnhaus-Sockelmauerwerk | Buchenhofen In der Rutenbeck 6 a Karte | Wohnhaus, Teil der Hofschaft In der Rutenbeck, eine D-Nummer mit In der Rutenbeck 6  | 18. Jahrhundert | 27. Februar 1985  | 332             |